# 장둥쑨
장둥쑨(장동손, 張東蓀, 1886년 12월 9일 ~ 1973년 6월 2일)은 중국의 정치인, 철학자, 평론가, 언론인, 사상가, 윤리학자, 교육자, 사상문화학자, 지식사회학자, 인식론 학자, 사회문화학자이다. 중국 입헌파 연구계(硏究系), 중국국가사회당, 중국민주사회당의 지도자였으며, 개혁 사상가 량치차오의 후배 학자로도 알려졌다. 《시사신보(時事新報)》 주필, 칭화 대학과 옌칭 대학의 인식론, 윤리학, 서양철학, 중국학 교수를 역임하였다.

## 생애와 활동
1905년~1911년, 청말 관비유학생으로 일본 도쿄 제국대학 철학과 수료, 사립 철학관 졸업한 후 1912년 1월 쑨원의 중화민국 임시정부에 참여하였다. 1913년 량치차오 진보당 톈진 《용언(庸言)》 주필, 1917년 상하이 연구계 기관지 《시사신보(時事新報)》 주필, 1918년 《시사신보》 부간(副刊) 《학등(學燈)》 주필, 1919년 상하이 연구계 《해방과 개조(解放與改造)》 주필, 1920년 상하이 · 베이징 연구계 《개조(改造)》 주필, 1920년 상하이 개신교 《흥화(興華)》 객원 주필 (정론). 1920년 박은식과 이광수가 주필을 맡았던 상하이에서 출간된 《신한청년(新韓靑年)》 창간호 중국어판에 축사를 기고하고 대한민국 임시정부를 지지하였다. 같은 해, 상하이에서 공산주의 소조를 설치한 베이징 대학의 천두슈와 중국 사회주의에 관한 논전에서 빈곤에 반대하고 실업 진흥을 주장하였다. 1920년 량치차오의 강학사(講學社)로 영국 철학자이자 길드 사회주의자였던 버트런드 러셀을 중국 각 지역의 강연자로 유치하였다. 1920년대 이후 1940년대까지 상하이 중국 공학, 상하이 자치 학원, 상하이 사립 광화 대학, 베이핑의 영국과 미국이 설립한 개신교 사립 옌칭 대학과 칭화 대학에서 철학과 교수를 역임하였다. 중국 자유주의 격률파 인문학 문철 연구 단체이었던 신월파(新月派)에 고문으로 참여하였고, 1932년 중국국가사회당 《재생(再生)》 창간 발기인. 중일 전쟁 종료 직후는 베이핑에서 《정보(正報)》 를 발간하였다. 1920년대에 북양 정부에서 칭화 학교의 량치차오가 이사장을 역임한 입헌파 연구계 상지학회(尙志學會) 주관의 《철학평론(哲學評論)》 창간 발기인 겸 편집 주간, 상지학회 총서 주간, 국민 정부에서 중국철학회로 이관된《철학평론》 편집위원, 이사회 이사 등을 지냈으며, 칭화대학교 문철월간사 《문철월간(文哲月刊)》 발간인, 편집인(1935~1937), 태평양 전쟁 전 개신교 옌칭 대학 《옌징학보(燕京學報)》 편집위원(1937~1941). 1930년~1940년대 중화민국 국민정부 행정원 참사, 국방참의회 참정원. 1946년 말 제2차 국공 전쟁을 시작한 장제스에게 반대하였고, 1948년 이후 베이징의 칭화 대학의 야권의 학계 · 정치권의 유력한 지도자의 하나로서 중화인민공화국 초기 베이징 정부 성립에 참여하여 중국민주동맹 중앙상임위원 겸 정무원 문화교육위원회 위원, 중화인민공화국 중앙인민정부 위원, 중화인민공화국의 칭화 대학 총장 대행 등을 겸하였는데, 1951년 이후에는 공적 활동이 전해지지 않는다.

## 철학과 사상
중국에서 벌어진 사회주의(socialism) 논전, 인생관의 논전에 참여하였고, 마르크스-레닌주의에 반대하였다. 다원적 인식론 등을 작업하고 철학, 심리학, 사회학 등의 관점에서 중국의 사상 문명 전반을 지식사회학적으로 탐구하였다. 역사의 이성론적이고 기술론적인 해석(intellectualistic and technical interpretation of history)을 지지하였다. 민주주의적 사상 형태를 옹호하였다. "사회주의도 '시장(market)'이 있어야 하며, 자유주의도 '계획(plan)'이 있어야 한다"고 주장하였다.

## 학계 경력
- 상하이 중국 공학 (량치차오 연구계) 대학부 학장(1922), 철학 교수(1921~1927)
- 상하이 자치 학원 (량치차오 연구계) 철학 교수 (1924~1927)
- 상하이 광화 대학 문학원장, 철학과 교수 (전 상하이 량치차오 연구계 《시사신보》 주필. 1928~)
- 베이핑 옌칭 대학 철학과 교수 (1930~)
- 베이핑 칭화 대학 철학과 교수 (1932~, 겸직 특임)
- 광저우 학해서원 원장 (1934~1935)
- 베이핑 칭화 대학 철학과장 겸 문학원장 특임 대행 (1935~1937, 代, 펑유란)
- 베이핑 옌칭 대학 철학과장 (1937~1941)
- 베이핑 옌칭 대학 철학과장 (1947~1948), 칭화 대학 철학과 교수 (겸직 특임)
- 베이징 옌칭 대학 철학과 교수 (1949~)
- 베이징 칭화 대학 철학과 교수 (1949~) (겸직 특임)
- 베이징 칭화 대학 교장 집행 대행 (중국민주동맹 중앙상위, 1950~1951)

## 정계 경력
- 중화민국 임시정부 총통부 비서 (내무부)
- 중화민국 북양정부 연구계 (량치차오계)
- 중화민국 중국국가사회당 (1931)
- 중화민국 국민정부 행정원 참사, 국방참의회 참정원
- 중화민국 중국민주정단동맹, 중국민주동맹 중앙상임위원
- 중화민국 충칭정치협상회의 위원 (중국국가사회당)
- 중화민국 중국민주사회당 (1946)
- 중화민국 중국민주동맹 비서장, 중국민주동맹 화북지구 (베이핑시) 서기, 주임 위원 (1948)
- 중화인민공화국 중국민주동맹 중앙상임위원
- 중화인민공화국 중국민주동맹 중앙상임위원, 중앙인민정부 위원, 중앙인민정부 문화교육위 위원 (1949)

## 수감 경력 (태평양전쟁 기간)
- 중화민국 베이핑 둥청구 일제헌병대 (베이징대) (전 칭화대, 옌징대 철학과 교수, 전 중국국가사회당) 1941년 12월 8일~1942년 2월 8일
- 중화민국 베이핑 둥청구 일제포병국 육군감옥 1942년 2월 9일~1942년 6월 18일

## 대표 저작
- 과학과 철학 (1924)
- 인생관 (1928)
- 신철학논총 (1929)
- 정신분석학 (1929)
- 도덕철학 (1930)
- 철학 (1931)
- 현대윤리학 (1932)
- 현대철학 (1934)
- 가치철학 (1934)
- 인식론 (1934)
- 유물변증법 논전 (1934, 미완간)
- 지식과 문화 (1946)
- 사상과 사회 (1946)
- 이성과 민주 (1946)
- 민주주의와 사회주의 (1948)

## 활동 중단
중국 공산당이 중국 인민 지원군을 1950년 10월에 한국 전쟁의 전장에 내보낸 후, 반대파로 조사를 받던 중에 칭화 대학 출신의 정치인들의 개입으로 인민 재판을 받지 않고, 1951년 이후에는, <칭화주간(淸華週刊)>의 편집장 출신으로 중국 공산당의 항일 운동에 참여한 학생 출신의 장난샹(蔣南翔)이 향후 동 대학 교장 후임을 맡는 조건으로 같은 해 중공 정부 내의 모든 공적 활동을 중단하고 공직에서 은퇴하였다.

## 인물 평가
학통적으로 량치차오의 정통적 계승자 중 하나로서, 서양 철학 등 문화 과학 연구와 동양 문화 사상 연구 방면에서 지도적 위치에 놓인 학자 및 입헌파 정치인으로 활동하였으며, 그의 철학 사상 계통 중의 일부는 한국의 독립과 한반도 통일 정부 수립을 위한 대한민국 임시정부 요인들의 독립 운동의 방향성과도 맥을 같이 하였다. 1920년에 대한민국 임시정부를 지지하였고, 1948년에는 어려운 국제 환경 속에서도 한반도 민족의 평화적 통일을 지지하였다. 중화인민공화국에서는 중국인민정치협상회의의 주요 고안자 중 한 사람으로 보기도 하며, 1948년 이후에는 칭화 대학의 사회주의화를 지도하였다. 중국 공산당의 한국전쟁 출병에 비록 반대하였다고 하지만, 북한의 사회주의 성격의 정부의 형성에는 중국 베이징의 공산주의 정부 성립에 참여한 중국 정치인 중의 한 사람으로서 간접적 영향이 있지 않았다고 할 수 없으므로, 피아의 이분법적 구분에 어려움이 있을 수 있으되, 중국 공산당이 북한의 대한민국 침공을 지원하고, 이후로 중국 인민 지원군을 파병한 것이, 중화인민공화국의 새로운 출발에 있어서 잘못된 행위라고 판단한 점이 인문학적으로 긍정적으로 평가된다. 중국 입헌파의 사회주의적 민주주의 정치 운동가의 효시라고 보기도 하며, 한국 전쟁 이전까지 칭화 대학의 학문적, 정치적 지도자였다고 보기도 한다.

## 같이 보기
- 량치차오
- 우원짜오
- 원이둬
- 판광단
- 뤄룽지
- 리창즈
- 천멍자
- 우한